# Осула, Уильям
Уильям Идамадиа Даугор Осула (англ. и дат. William Idamudia Daugaard Osula; родился 4 августа 2003, Орхус, Дания) — датский футболист, нападающий английского клуба «Ньюкасл Юнайтед».

## Клубная карьера
Воспитанник датского «Копенгагена» и английского клуба «Шеффилд Юнайтед». 16 марта 2022 года дебютировал в профессиональном футболе в матче Чемпионшипа против «Блэкпула».
1 сентября 2022 года ушёл в сезонную аренду в «Дерби Каунти».
8 августа 2024 года Осула перешёл в «Ньюкасл Юнайтед». 21 сентября 2024 года дебютировал за новый клуб, выйдя на замену в матче Премьер-лиги против «Фулхэма». 12 января 2025 года забил свой первый гол за «сорок» в матче Кубка Англии против «Бромли».

## Карьера в сборной
Выступал за сборные Дании до 19 лет и до 21 года.